# Кунц, Йоахим
Йоахим Кунц (нем. Joachim Kunz, род. 9 февраля 1959) — спортсмен-тяжёлоатлет из ГДР, призёр Олимпийских игр (1980), олимпийский чемпион игр в Сеуле (1988), чемпион мира и Европы (1981, 1983), девятикратный рекордсмен мира. Единственный олимпийский чемпион по тяжёлой атлетике из ГДР.

## Биография

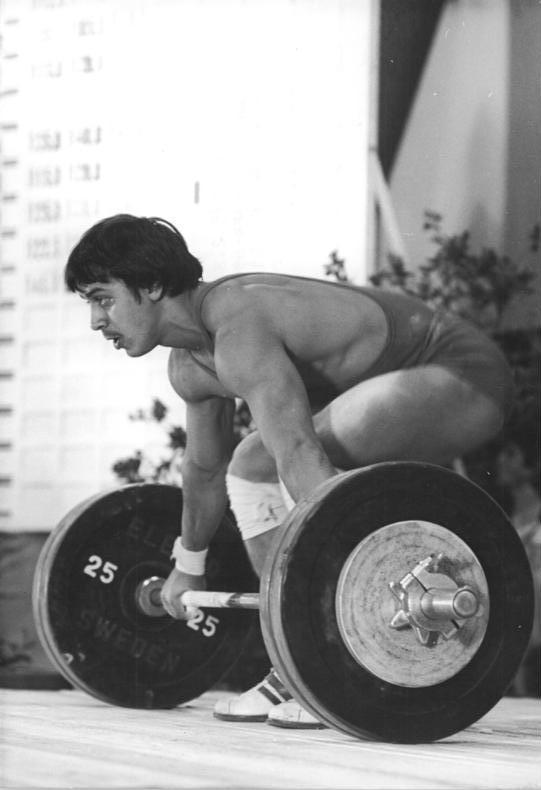
на Московской олимпиаде Йоахим Кунц завоевал серебро в категории до 67,5 кг

В детстве учился в детско-юношеской спортивной школе в Карл-Маркс-Штадте. Занимался гимнастикой, затем перешёл в тяжёлую атлетику. Тренер — Клаус Кролл.
В 1978 году впервые выступил на юношеском чемпионате мира. После окончания учёбы Кунц продолжил свою спортивную карьеру в СК Карл-Маркс-Штадт и в 1980-х годах входил в мировую элиту тяжёлой атлетики в среднем весе.
В 1998 году основал компанию Mico GmbH в Одеране, производитель супов под маркой пищевых брендов Suppina и Tempolinsen.